# Johannes Schläpfer (Volkskundler)

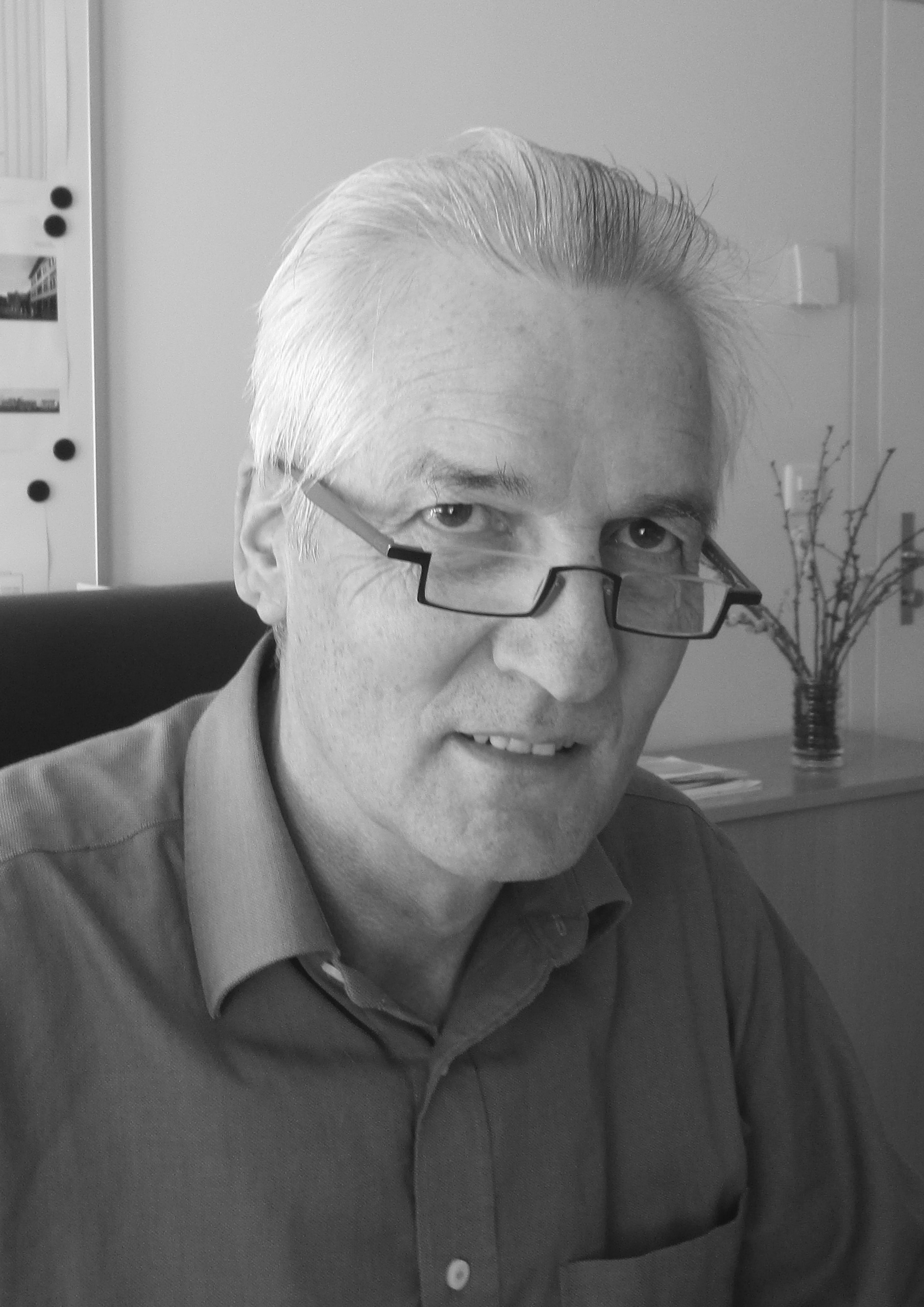
Johannes Schläpfer, 2017

Johannes Matthias Schläpfer-Wochner (* 14. Januar 1955 in St. Gallen; heimatberechtigt in Herisau) ist ein Schweizer Germanist, Historiker und Autor.

## Leben
Johannes Matthias Schläpfer-Wochner wurde als Sohn eines Teufener Textilfabrikanten geboren. Nach dem Erwerb der Maturität Typus C an der Kantonsschule Trogen studierte er Deutsch und Geschichte an der Universität Bern und erwarb dort das Lizenziat für Neuere Deutsche Literatur, Dialektologie und Volkskunde der Schweiz sowie Schweizer Geschichte. Von 1983 bis 2020 unterrichtete er an der Kantonsschule Trogen Deutsch, zeitweise Geschichte und Sport. In diesen Jahren beschäftige er sich auch intensiv mit deren baulichen Entwicklung. Zwischen 1986 und 1998 leitete er nebenamtlich die Kantonsbibliothek Appenzell Ausserrhoden und verfasste dazu eine historische Darstellung des Ausserrhodener Bibliothekswesens. Während zehn Jahren zeichnete er als Redaktor der Appenzellischen Jahrbücher verantwortlich. Von 1997 bis 2020 war er Prorektor der Kantonsschule Trogen, von 2015 bis 2020 stellvertretender Rektor und von März bis August 2017 Rektor ad interim. Als Mitglied der Schulleitung leitete er die Wirtschaftsmittelschule sowie die 2005 eröffnete Fachmittelschule, die er aufbauen durfte. In der Schweizer Armee bekleidete er den Grad des Oberstleutnants. Seit seiner Pensionierung beschäftigt er sich mit literaturwissenschaftlichen und volkskundlichen Themen. Schläpfer lebt in Teufen, ist verheiratet und hat zwei Kinder.

## Forschungsschwerpunkte

### Brauchtum
Mit dem Brauchtum seines Heimat- und Wohnkantons ist Schläpfer eng vertraut. Seit Sommer 2020 beschäftigt er sich intensiv mit der wissenschaftlichen Bearbeitung diverser Themen, so zum Beispiel mit dem Handwerk des Haarflechtens, dem Silvesterchlausen oder dem Blochziehen.

### Hans Fallada
Schläpfer begleitet Hans Falladas Werk seit über 60 Jahren. Mit Damals bei uns daheim hat er als Sechsjähriger seine Lesefähigkeiten perfektioniert und mit einer Arbeit über die sozialen Probleme in Hans Falladas Werk der Zwischenkriegszeit sein Studium an der Universität Bern abgeschlossen. Als erstes Schweizer Mitglied der Hans-Fallada-Gesellschaft im mecklenburgischen Carwitz publiziert er in deren Jahreszeitschrift Salatgarten regelmässig. Für den Zeitraum von Sommer 2025 bis Sommer 2026 gestaltet er im Hans-Fallada-Museum, dem einstigen Anwesen des Schriftstellers, eine Ausstellung mit dem Titel Bühne frei für Fallada – Plakate und Programme.

## Publikationen (Auswahl)

### Bücher

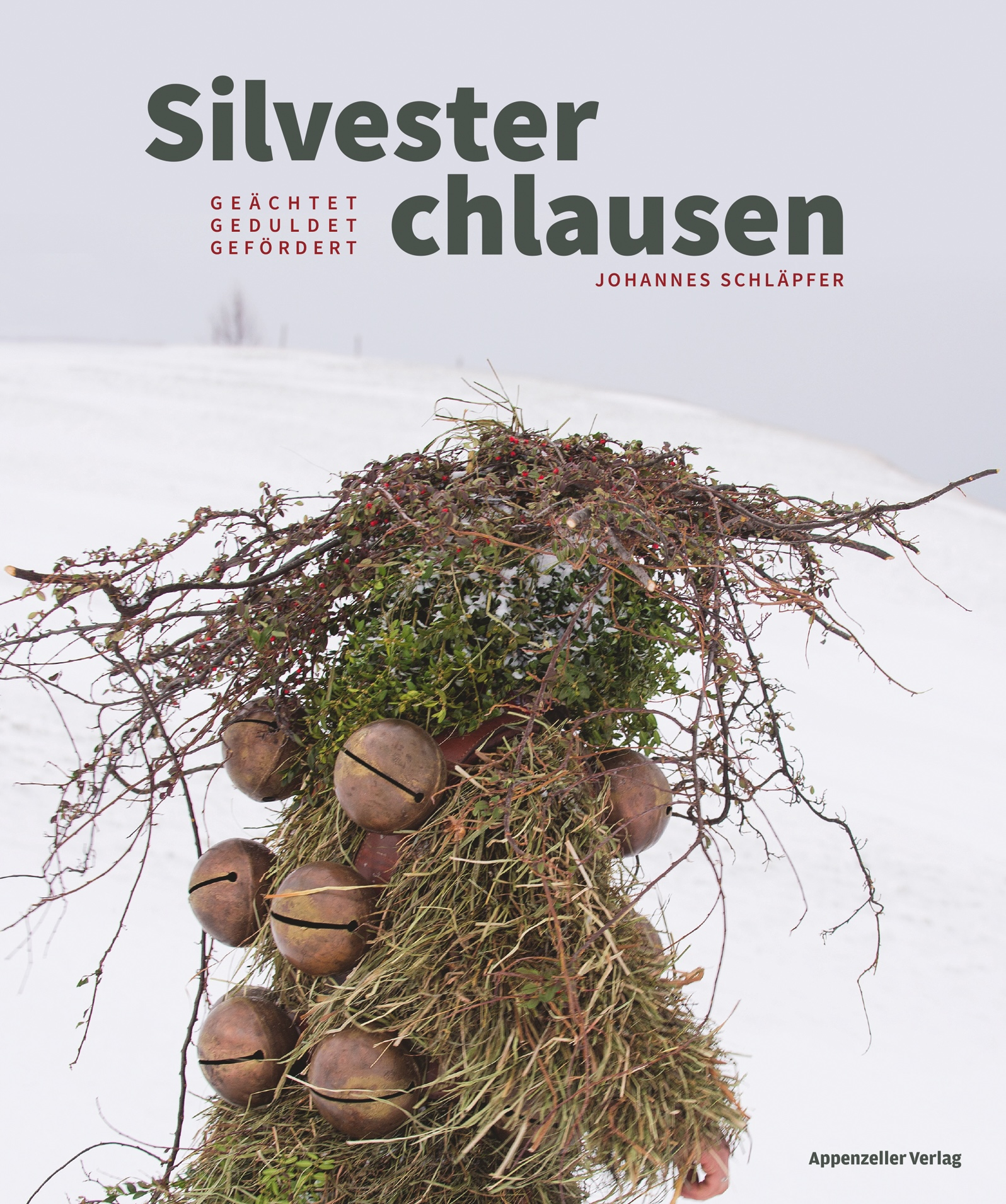
Buchcover Silvesterchlausen, 2023

#### Monografien
- Bloch und Gidio. Verlagsgemeinschaft St. Gallen und Brauchtumsmuseum Urnäsch, St. Gallen und Urnäsch 1988, ISBN 3-7291-1049-7.
- Kronengesellschaft Trogen seit 1844 – Jubiläumsschrift. Kronengesellschaft Trogen, Trogen 1994.
- Johann Ulrich Fitzi 1798-1855 – Über das vielfältige Leben und Schaffen eines begnadeten appenzell-ausserrhodischen Zeichners und Malers. Niggli, Sulgen 1995, ISBN 3-7212-0296-1.
- 175 Jahre Appenzell-Ausserrhodischer Kantonalschützenverein 1826 bis 2001 – Jubiläumsschrift. Appenzeller Medienhaus, Herisau 2001.
- Ond zTroge machids gschydi Lüt. 200 Jahre Kantonsschule Trogen. Appenzeller Verlag, Schwellbrunn 2021, ISBN 978-3-85882-849-1.
- Schmuck aus Haar. Lege zwei über drei, zwei über eins, drei über vier. Appenzeller Verlag, Schwellbrunn 2021, ISBN 978-3-85882-847-7.
- Silvesterchlausen – geächtet · geduldet · gefördert (2., aktualisierte Auflage). Appenzeller Verlag, Schwellbrunn 2025, ISBN 978-3-85882-915-3.

#### Beiträge
- Gemeinsame Geschichte. In: Max Mittler (Hrsg.): Appenzell Land und Leute. AS Verlag, Zürich 1996, S. 7–33.
- Streifzüge durch Literatur, Kunst, Film und Werbung. In: Hans Büchler (Hrsg.): Der Alpstein. Natur und Kultur im Säntisgebiet. Appenzeller Verlag, Herisau 2000, ISBN 3-85882-301-5, S. 272–287.
- Historische Betrachtungen. In: Kommando Felddivision 7 (Hrsg.): F Div 7. Die Felddivision 7 – Rückblick auf die letzten zwei Jahrzehnte. Herisau, Appenzeller Verlag 2003, ISBN 3-85882-362-7, S. 11–21.
- Die drei letzten Divisionskommandanten. In: Kommando Felddivision 7 (Hrsg.): F Div 7. Die Felddivision 7 – Rückblick auf die letzten zwei Jahrzehnte. Appenzeller Verlag, Herisau 2003, ISBN 3-85882-362-7, S. 22–24.

### Zeitschriften
- Die Familie Zellweger im politischen, wirtschaftlichen und soziokulturellen Umfeld ihrer Zeit. In: Jahrbuch der Schweizerischen Gesellschaft für Familienforschung (SGFF). SGFF, Basel 1988, S. 107–126.
- Entwicklung der Textilindustrie in der Ostschweiz. In: Textilveredlung. Sonderausgabe aus Anlass des 50jährigen Bestehens der Schweizerischen Vereinigung von Färberfachleuten (SVF), 1942-1992. SVF, Basel 1992, S. 44–51.
- Die bauliche Entwicklung der Kantonsschule von den Anfängen bis zur Gegenwart. In: Kantonsschulverein Trogen, Mitteilungen Nr. 72. Schläpfer, Herisau 1993, S. 71–98.
- Wappen, Siegel und Fahnen des Appenzellerlandes und Ausserrhodens. In: Schweizer Archiv für Heraldik, Hf. 1. Schweizerische Heraldische Gesellschaft, Basel 1992, S. 58–63.
- Das Ausserrhoder Bibliothekswesen. In: Appenzellische Jahrbücher 1996. Schläpfer, Herisau 1997, S. 5–36.
- Auf dem Weg zur Abschaffung der Landsgemeinde. Ergänzung zu: Schläpfer, Walter: Die Landsgemeinde von Appenzell Ausserrhoden. Verlag Appenzeller Hefte Nr. 3, Herisau 1999.
- Johann Ulrich Fitzi – Bildreporter des 19. Jahrhunderts. In: Appenzeller Kalender auf das Jahr 2005. Appenzeller Verlag, Herisau 2004, S. 50–60.
- Marcel Brun alias Jean Villain (13.6.1928 – 8.9.2006). In: Kantonsschulverein Trogen, Mitteilungen Nr. 87. Schläpfer, Herisau 2008, S. 7–22.
- Ich will mich (nicht) erinnern. In: Rainer Stöckli: Peter Morger – Sichtung eines literarischen Werkes, 4. Heft: Bin kein Mensch, bin ein Phänomen. Appenzeller Verlag, Herisau 2010, S. 32–37.
- Peter Morger: Der grosse Gerneklein. In: Heidi Eisenhut, Johannes Schläpfer, Rainer Stöckli, Hanspeter Strebel: Peter Morger «Ich baue mir meine eigenen Regeln». Museum für Lebensgeschichten, Speicher 2012, S. 5–8.
- Schweizer Spuren bei Hans Fallada und Fallada-Spuren in der Schweiz. Eine Dokumentation. In: Salatgarten 1/2013, 2/2013, 1/2014. Hans Fallada-Gesellschaft e. V. Feldberger Seenlandschaft 2013, S. 25–30; S. 33–37 und 2014 S. 25–31.
- Fallada und Falladeskes in der Belletristik. In: Salatgarten 2/2018 und 1/2019. Hans Fallada-Gesellschaft e. V. Feldberger Seenlandschaft, 2018, S. 22–26 und 2019, S. 34–37.
- «Darauf kommt es an: Was wir aus unserer Welt machen, nicht wie sie ist.» «Noch spielt ein Kind» (1934) – Wiener Pendant zu «Kleiner Mann – was nun?» (1932). In: Salatgarten 1/2022, S. 48–51. Hans Fallada-Gesellschaft e. V. Feldberger Seenlandschaft, 2022.
- Hans Falladas Werk auf der Bühne – Eine Spurensuche. In: Salatgarten 2023 und 2024. Hans Fallada-Gesellschaft e. V. Feldberger Seenlandschaft, 2023, S. 46–49 und 2024, S. 40–45.